# Jean-Louis Ormond
Jean-Louis Ormond (* 22. November 1894; † 29. Oktober 1986 in Corseaux) war ein Schweizer Schachfunktionär und Schachspieler.

## Funktionär
Ormond erwarb sich grosse Verdienste beim Aufbau des Schweizer Schachs. 1918 gründete er den Schachklub Vevey. Danach organisierte und sponserte er lokale Turniere. Ab 1925 arbeitete er mit im Schweizer Schachverband SSV, von 1937 bis 1941 war er Präsident des SSV.
Nach dem Zweiten Weltkrieg organisierte er bis 1966 Fernschachturniere in der Schweiz. 1964 stiftete er einen goldenen Pokal für das Fernschachturnier Goldener Springer.
Auch engagierte er sich im Weltfernschachverband ICCF. Von 1951 bis 1953 hatte er das Amt des Präsidenten inne, wofür er 1965 mit der Ehrenmitgliedschaft ausgezeichnet wurde.

## Turnierschach
1936 nahm Ormond mit dem Schweizer Team an der inoffiziellen Schacholympiade in München teil. Von 1938 bis 1946 spielte er fünfmal um die Schweizer Meisterschaft. Hier erreichte er 1943 mit Platz 3 sein bestes Ergebnis.

## Fernschach
Anfang der 1940er Jahre begann Ormond Fernschach zu spielen. Bei der ersten Schweizer Fernschachmeisterschaft 1941/42 kam er auf den vierten Platz, bei der zweiten Meisterschaft 1943/44 verbesserte er sich auf Platz 2. Später nahm er noch an mehreren internationalen Turnieren teil.

## Ehrungen
Wegen seiner organisatorischen Verdienste wurde er 1941 zum Ehrenmitglied des Schweizer Schachverbandes und 1965 zum Ehrenmitglied des ICCF ernannt. 1984 wurde er mit der Bertl von Massow-Medaille in Gold ausgezeichnet.